# Yamagutisentinae
Yamagutisentinae is een onderfamilie in de taxonomische indeling van de haakwormen, ongewervelde en parasitaire wormen die meestal 1 tot 2 cm lang worden. De worm behoort tot de familie Echinorhynchidae. Yamagutisentinae werd in 1969 beschreven door Y.J. Golvan.